# Hydrokhoohydra
Hydrokhoohydra – wymarły rodzaj karaczanów z rodziny Liberiblattinidae. Żył w jurze i kredzie. Występował na terenie ówczesnej Gondwany i Laurazji, a obecnych Azji i Ameryki Południowej. Miał zasięg cyrkumtropikalny. Obejmuje tylko jeden opisany gatunek: Hydrokhoohydra aquabella.

## Taksonomia
Rodzaj i gatunek typowy opisane zostały w 2019 roku przez Petera Vršanskiego w opublikowanej na łamach „Gondwana Research” pracy, której współautorami byli Hemen Sendi, Danił Aristow, Günter Bechly, Patrick Müller, Sieghard Ellenberger, Dany Azar, Kyoichiro Ueda, Peter Barna i Thierry Garcia. Opisu gatunku typowego dokonano na podstawie skamieniałości odnalezionych w formacji Karabastau na stanowisku Gałkino-Karatau w obwodzie turkiestańskim na południu Kazachstanu, datowanych na kimeryd w jurze późnej. Ponadto w skład rodzaju włączono bez przyporządkowania do gatunku skamieniałości z jurajskiej formacji Bakhar w Mongolii, kredowej formacji Crato w Brazylii oraz inkluzje w bursztynie birmańskim i libańskim. W sumie zapis kopalny rodzaju obejmuje 28 okazów i rozciąga się od kimerydu do cenomanu.
Nazwa rodzajowa pochodzi od greckiego Ύδροχόος (Hydrokhoös) oznaczającego Wodnika i mitologicznej Hydry. Z kolei epitet gatunkowy oznaczać ma po łacinie „wodną atletkę”.
Takson ten sklasyfikowano w wymarłej rodzinie Liberiblattinidae w obrębie Corydioidea. Do rodziny tej zaliczają się także Brachyblatta, Cryptoblatta, Elisamoides, Entropia, Gurvanoblatta, Kazachiblattina, Kurablattina, Leptolythica, Liberiblattina, Stavba.

## Morfologia
Karaczany te cechowały się zarówno w stadiach larwalnych, jak i postaci dorosłej ciemnym ubarwieniem z czarnym wzorem o ostro odgraniczonych krawędziach, pełniącym funkcję kamuflażu zakłócającego (dysruptywnego).

### Owad dorosły
Głowa była duża, wydłużona, długości około 1,3 mm i szerokości około 0,6 mm. U jej nasady występował czarny wzór. Przedplecze wyróżniało się na tle całej rodziny trójkątnym kształtem. Na jego powierzchni znajdowały się trzy ciemne pasy podłużne – jeden środkowy i dwa boczne. Środkowa część przedplecza była ponadto punktowana. Przednie skrzydło było wąskie, osiągające około 6–6,2 mm długości i 2,3 mm szerokości. Jego pole kostalne było bardzo szerokie i niezbyt długie, zaopatrzone w rozgałęzioną żyłkę subkostalną. Żyłka radialna była mocno zredukowana, dając od 8 do 12 dochodzących do krawędzi skrzydła odgałęzień. Sektor radialny był bardzo słabo wyodrębniony. Pole medialne było zredukowane. Żyłka medialna dawała od 4 do 7 odgałęzień. Żyłka kubitalna przednia miała od 7 do 10 odgałęzień. Żyłka kubitalna tylna była lekko zakrzywiona. Klawus był bardzo długi, dłuższy od pola kostalnego, sięgający niemal do połowy długości skrzydła. Żyłka analna miała od 4 do 7 odgałęzień. Odnóża miały stopy z dużymi przylgami. Szerokość odwłoka wynosiła od 2,6 do 2,8 mm. Samica miała wieloczłonowe przysadki odwłokowe i krótkie, bardzo silne, wystające na zewnątrz, zaostrzone pokładełko.

### Larwy
Stadia młodociane miały bardziej kulistawą głowę i trapezowate przedplecze. Szerokość odwłoka u pierwszego stadium wynosiła 0,8–1,15 mm, u drugiego 1–1,6 mm, u trzeciego 1,5–1,73 mm, u czwartego 1,7–2 mm, a piątego około 2,2 mm. Piąte stadium miało słabo zaznaczone zawiązki skrzydeł.

## Paleoekologia
Karaczany te należały do owadów słodkowodnych. Spośród współczesnych karaczanów półwodny tryb życia wykazują tylko niektóre Epilamprinae, schodząc poniżej tafli wody, ale nie wykazując szczególnych przystosowań do przebywania w takim środowisku. W mezozoiku grupę ekologiczną karaczanów wodnych reprezentowały też Liberiblattinidae. W przypadku Hydrokhoohydra wodne były przede wszystkim stadia larwalne. Odnóża środkowej i tylnej pary zmodyfikowane były do funkcji pływnych co najmniej u stadiów drugiego, trzeciego i czwartego. Spośród 1332 okazów karaczanów znalezionych w osadach jeziornych Karatau tylko jeden był osobnikiem dorosłym, co również wskazuje na pędzenie przez imagines co najwyżej półwodnego trybu życia. Obecny u Hydrokhoohydra wzór mógłby służyć na lądzie za ubarwienie ostrzegawcze, był jednak zbyt drobny. W środowisku wodnym wzory takie sprawdzają się natomiast jako ubarwienie ochronne.